# Hartkäse

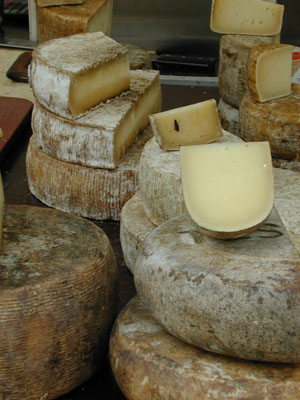
Hartkäse in verschiedenen Reifestadien, hier auf einem Markt in Basel

Hartkäse ist ein Käse, der sich durch eine hohe Trockenmasse auszeichnet. Hartkäse hat die längste Reifezeit aller Käsesorten – sie liegt, je nach Sorte, zwischen drei Monaten und über drei Jahren. Er hat daher einen kräftigen Geschmack und sein Aroma ist sehr intensiv.
Nach der deutschen Käseverordnung darf Hartkäse höchstens 56 % Wassergehalt in der fettfreien Käsemasse enthalten. Für Käsesorten, die nach ihrem Standort benannt sind, gibt es Ausnahmeregelungen.
Bei der Hartkäseherstellung wird die mit Lab dickgelegte Käsemasse (Dickete) mit der Käseharfe so lange gebrochen, bis die einzelnen Teilchen des Bruchs nur noch etwa weizenkorngroß sind; dadurch kann mehr Molke abfließen. Danach wird der Bruch erwärmt, je nach Käsesorte auf zwischen 50 °C (Hartkäse) und 55 °C (Extrahartkäse), was den hohen Anteil an Trockenmasse erklärt. Im Anschluss wird die Masse in Formen gefüllt, gepresst, in Salzlake getaucht und im Reifekeller oder in einer Höhle eingelagert, wo bestimmte Bakterien (wenn erwünscht) Kohlenstoffdioxid und Propionsäure produzieren, was einerseits zur Lochbildung führt und andererseits zum Aroma des Käses beiträgt.
Viele Hartkäse werden während des Reifeprozesses mehrmals mit Speisesalz abgerieben oder abgebürstet. Das Salz entzieht der Oberfläche Feuchtigkeit. So entsteht die sogenannte Rinde. Hartkäse, der keine Rinde bekommen soll, wird zum Reifen in eine Folie gelegt. Dieser Käse bekommt dann eine Haut aus Wachs oder Paraffin, wenn der Reifeprozess abgeschlossen ist.
Zu den Hartkäsen zählen unter anderem:
| - Appenzeller - Emmentaler - Greyerzer - Cheddar - Comté |  | - Jurassic - Sbrinz - Bergkäse - Chester - Parmesan |  | - Grana Padano - Pecorino - Graviera - Kefalotyri - Manchego |

In der Schweiz wird zwischen Hartkäse und Extrahartkäse unterschieden. Extrahartkäse unterscheidet sich vom Hartkäse in erster Linie durch die längere Reifezeit von mindestens 18 Monaten bis zur Konsumreife, drei Jahre bis zur Vollreife. Zu den Extrahartkäsen werden Sbrinz, Berner Hobelkäse und Walliser Raclette Hobelkäse gezählt.